# 수페르코파 데 에스파냐
수페르코파 데 에스파냐(스페인어: Supercopa de España, 스페인 슈퍼컵)는 스페인 축구 슈퍼컵 대회다. 1982년 실시 이래 두 구단이 참가했었는데, 2019-20 시즌부터 4개 구단이 참가한다: 라 리가의 우승 및 준우승 구단과 코파 델 레이의 우승 및 준우승 구단이 맞대결을 펼친다. 바르셀로나가 최다인 15번의 우승을 거두었고, 레알 마드리드가 그 다음으로 많은 13번 우승을 거두었다.

## 역사
현 대회는 1982년부터 시작되었다. 1940년부터 1953년까지, 스페인 리그 우승 구단과 컵대회[당시 명칭은 대장군 컵(Copa del Generalísimo)이었다.] 우승 구단 간의 여러 기타 대회가 진행되었다.
1940년 9월, 이 형식의 대회를 코파 데 캄페오네스(Copa de Campeones, 제패자들의 컵)으로 불렸다. 이 대회는 1945년 12월까지 열리지 않았는데, 당시 스페인 군사 정권의 아르헨티나 대사가 코파 데 오로 아르헨티나(Copa de Oro Argentina, 아르헨티나 황금컵)을 수여했다. 두 우승컵은 비공식으로 각각 한 번씩 진행되었다.
스페인 왕립 축구 연맹이 코파 프레시덴테 FEF를 공식 대회로 출범시켰다. 그러나, 이 대회도 한 번만 진행되었는데, 12경기 중 11경기가 소리그 형식으로 1941년 4월에서 5월까지 진행되었고, 마지막이자 우승 구단을 결정하는 경기가 1947년 9월까지 연기되어 진행되었다.
1947년, RFEF가 아르헨티나 대통령 후안 페론과 영부인 에바 페론에 대한 경의로 출범한 코파 에바 두아르테 데 페론이 실시되어 연간 공식 대회로 진행되었다. 대회는 9월과 12월에 단판 승부 형식으로 진행되었다. 대회 우승컵은 1982년부터 실시된 현 수페르코파 데 에스파냐의 전신이다.
2018년, 수페르코파는 사상 처음으로 중립 구장에서 단판 형식으로 진행되었다.
2019년 11월 12일, 수페르코파가 앞으로 3년 동안 4개 구단 참가 형태로 개편될 것임을 밝혔고, 이 시즌에는 사우디아라비아 지다의 압둘라 국왕 체육 단지에서 €120M의 계약으로 열릴 것임을 발표했다. 대회 개최 기간은 선수단의 일정이 상대적으로 덜 "빡빡한" 시기를 찾아 1월로 결정되었다. 이 결정은 다수의 비판으로 이어졌다: 헤수스 알바레스 RTVE 방송국 스포츠 중계 소장은 사우디아라비아의 인권 문제와 여성 스포츠 문제를 이유로 수페르코파의 중계권 유치전에 참가하지 않을 것임을 밝혔다. 하비에르 테바스 스페인 프로축구연맹 회장도 사우디아라비아의 인권 침해와 유럽 축구의 "해적질"(해적 방송사 비아웃Q를 짚음)행위를 꼬집으며 결정에 비판했다. 이전에, 테바스는 라 리가를 전세계적으로 홍보하기 위해 스페인 밖에서, 특히 미국에서 대회를 개최하는 것을 대대적으로 찬성한 것으로 알려져 있었다. 루이스 루비할레스 RSFF 회장은 여성이 제약 없이 경기를 관람할 수 있어야 한다고 밝혔고, 축구가 "사회의 변화"를 불러올 수 있을 가능성이 있다고 결정을 옹호했다.
2019년에 4개 대회 참가 방식으로 대회를 개정한 이래 3번 대회를 치렀는데, 그동안 코파 델 레이 우승 구단이나 라 리가 우승 구단이 아직도 결승전에서 승리를 쟁취하지 못하고 있다.

## 대회 전신
| 연도 | 우승                | 이전 우승 대회 | 준우승          | 이전 우승 대회 | 점수     | 대회명                                            |
| ---- | ------------------- | -------------- | --------------- | -------------- | -------- | ------------------------------------------------- |
| 1940 | 아틀레티코 마드리드 | 라 리가        | 에스파뇰        | 코파           | 3–3, 7–1 | 코파 데 로스 캄페오네스 데 에스파냐 (비공식 대회) |
| 1941 | 아틀레티코 마드리드 | 라 리가        | 발렌시아        | 코파           | 4–0      | 코파 프레시덴테 FEF (비공식 대회)                 |
| 1945 | 바르셀로나          | 라 리가        | 아틀레틱 빌바오 | 코파           | 5–4      | 코파 데 오로 아르헨티나 (비공식 대회)             |

### 코파 에바 두아르테
| 연도 | 우승                | 이전 우승 대회 | 준우승                   | 이전 우승 대회           | 점수                     |
| ---- | ------------------- | -------------- | ------------------------ | ------------------------ | ------------------------ |
| 1947 | 레알 마드리드       | 코파           | 발렌시아                 | 라 리가                  | 3–1                      |
| 1948 | 바르셀로나          | 라 리가        | 세비야                   | 코파                     | 1–0                      |
| 1949 | 발렌시아            | 코파           | 바르셀로나               | 라 리가                  | 7–4                      |
| 1950 | 아틀레틱 빌바오     | 코파           | 아틀레티코 마드리드      | 라 리가                  | 5–5, 2–0                 |
| 1951 | 아틀레티코 마드리드 | 라 리가        | 바르셀로나               | 코파                     | 2–0                      |
| 1952 | 바르셀로나          | 리가 & 코파    | 2관왕 달성으로 자동 획득 | 2관왕 달성으로 자동 획득 | 2관왕 달성으로 자동 획득 |
| 1953 | 바르셀로나          | 리가 & 코파    | 2관왕 달성으로 자동 획득 | 2관왕 달성으로 자동 획득 | 2관왕 달성으로 자동 획득 |

* 1952년과 1953년에 바르셀로나는 라 리가와 코파 델헤네랄리시모를 동시에 석권하면서 자동으로 대회를 우승했다.

## 역대 대회 결과

### 2개 구단 참가 대회
1983년, 1988년, 그리고 1992년을 제외하고 대회 1차전은 컵대회 우승 구단의 안방에서 치러졌다.
| 연도 | 우승                                                     | 점수                                             | 준우승                                           |      |
| ---- | -------------------------------------------------------- | ------------------------------------------------ | ------------------------------------------------ | ---- |
| 1982 | 레알 소시에다드 (라 리가 우승)                           | 0–1                                              | 레알 마드리드 (코파 우승)                        |      |
| 1982 | 레알 소시에다드 (라 리가 우승)                           | 4–0                                              | 레알 마드리드 (코파 우승)                        |      |
| 1982 | 레알 소시에다드가 합계 4–1로 우승                        |                                                  |                                                  |      |
| 1983 | 바르셀로나 (코파 우승)                                   | 3–1                                              | 아틀레틱 빌바오 (라 리가 우승)                   |      |
| 1983 | 바르셀로나 (코파 우승)                                   | 0–1                                              | 아틀레틱 빌바오 (라 리가 우승)                   |      |
| 1983 | 바르셀로나가 합계 4–1로 우승                             |                                                  |                                                  |      |
| 1984 | 아틀레틱 빌바오 (리가 & 코파 우승)                       | 빈칸                                             | 빈칸                                             | 빈칸 |
| 1984 | 아틀레틱 빌바오가 2관왕 달성으로 자동 획득               |                                                  |                                                  |      |
| 1985 | 아틀레티코 마드리드 (코파 우승)                          | 3–1                                              | 바르셀로나 (라 리가 우승)                        |      |
| 1985 | 아틀레티코 마드리드 (코파 우승)                          | 0–1                                              | 바르셀로나 (라 리가 우승)                        |      |
| 1985 | 아틀레티코 마드리드가 합계 3–2로 우승                    |                                                  |                                                  |      |
| 1986 | 레알 마드리드와 사라고사가 경기를 안 치름                | 레알 마드리드와 사라고사가 경기를 안 치름        | 레알 마드리드와 사라고사가 경기를 안 치름        |      |
| 1987 | 레알 마드리드와 레알 소시에다드가 경기를 안 치름         | 레알 마드리드와 레알 소시에다드가 경기를 안 치름 | 레알 마드리드와 레알 소시에다드가 경기를 안 치름 |      |
| 1988 | 레알 마드리드 (라 리가 우승)                             | 2–0                                              | 바르셀로나 (코파 우승)                           |      |
| 1988 | 레알 마드리드 (라 리가 우승)                             | 1–2                                              | 바르셀로나 (코파 우승)                           |      |
| 1988 | 레알 마드리드가 합계 3–2로 우승                          |                                                  |                                                  |      |
| 1989 | 레알 마드리드 (리가 & 코파 우승)                         | 빈칸                                             | 빈칸                                             | 빈칸 |
| 1989 | 레알 마드리드가 2관왕 달성으로 자동 획득                 |                                                  |                                                  |      |
| 1990 | 레알 마드리드 (라 리가 우승)                             | 1–0                                              | 바르셀로나 (코파 우승)                           |      |
| 1990 | 레알 마드리드 (라 리가 우승)                             | 4–1                                              | 바르셀로나 (코파 우승)                           |      |
| 1990 | 레알 마드리드가 합계 5–1로 우승                          |                                                  |                                                  |      |
| 1991 | 바르셀로나 (라 리가 우승)                                | 1–0                                              | 아틀레티코 마드리드 (코파 우승)                  |      |
| 1991 | 바르셀로나 (라 리가 우승)                                | 1–1                                              | 아틀레티코 마드리드 (코파 우승)                  |      |
| 1991 | 바르셀로나가 합계 2–1로 우승                             |                                                  |                                                  |      |
| 1992 | 바르셀로나 (라 리가 우승)                                | 3–1                                              | 아틀레티코 마드리드 (코파 우승)                  |      |
| 1992 | 바르셀로나 (라 리가 우승)                                | 2–1                                              | 아틀레티코 마드리드 (코파 우승)                  |      |
| 1992 | 바르셀로나가 합계 5–2로 우승                             |                                                  |                                                  |      |
| 1993 | 레알 마드리드 (코파 우승)                                | 3–1                                              | 바르셀로나 (라 리가 우승)                        |      |
| 1993 | 레알 마드리드 (코파 우승)                                | 1–1                                              | 바르셀로나 (라 리가 우승)                        |      |
| 1993 | 레알 마드리드가 합계 4–2로 우승                          |                                                  |                                                  |      |
| 1994 | 바르셀로나 (라 리가 우승)                                | 2–0                                              | 사라고사 (코파 우승)                             |      |
| 1994 | 바르셀로나 (라 리가 우승)                                | 4–5                                              | 사라고사 (코파 우승)                             |      |
| 1994 | 바르셀로나가 합계 6–5로 우승                             |                                                  |                                                  |      |
| 1995 | 데포르티보 (코파 우승)                                   | 3–0                                              | 레알 마드리드 (라 리가 우승)                     |      |
| 1995 | 데포르티보 (코파 우승)                                   | 2–1                                              | 레알 마드리드 (라 리가 우승)                     |      |
| 1995 | 데포르티보가 합계 5–1로 우승                             |                                                  |                                                  |      |
| 1996 | 바르셀로나 (코파 준우승)                                 | 5–2                                              | 아틀레티코 마드리드 (리가 & 코파 우승)           |      |
| 1996 | 바르셀로나 (코파 준우승)                                 | 1–3                                              | 아틀레티코 마드리드 (리가 & 코파 우승)           |      |
| 1996 | 바르셀로나가 합계 6–5로 우승                             |                                                  |                                                  |      |
| 1997 | 레알 마드리드 (라 리가 우승)                             | 1–2                                              | 바르셀로나 (코파 우승)                           |      |
| 1997 | 레알 마드리드 (라 리가 우승)                             | 4–1                                              | 바르셀로나 (코파 우승)                           |      |
| 1997 | 레알 마드리드가 합계 5–3으로 우승                        |                                                  |                                                  |      |
| 1998 | 마요르카 (코파 준우승)                                   | 2–1                                              | 바르셀로나 (리가 & 코파 우승)                    |      |
| 1998 | 마요르카 (코파 준우승)                                   | 1–0                                              | 바르셀로나 (리가 & 코파 우승)                    |      |
| 1998 | 마요르카가 합계 3–1로 우승                               |                                                  |                                                  |      |
| 1999 | 발렌시아 (코파 우승)                                     | 1–0                                              | 바르셀로나 (라 리가 우승)                        |      |
| 1999 | 발렌시아 (코파 우승)                                     | 3–3                                              | 바르셀로나 (라 리가 우승)                        |      |
| 1999 | 발렌시아가 합계 4–3으로 우승                             |                                                  |                                                  |      |
| 2000 | 데포르티보 (라 리가 우승)                                | 0–0                                              | 에스파뇰 (코파 우승)                             |      |
| 2000 | 데포르티보 (라 리가 우승)                                | 2–0                                              | 에스파뇰 (코파 우승)                             |      |
| 2000 | 데포르티보가 합계 2–0으로 우승                           |                                                  |                                                  |      |
| 2001 | 레알 마드리드 (라 리가 우승)                             | 1–1                                              | 사라고사 (코파 우승)                             |      |
| 2001 | 레알 마드리드 (라 리가 우승)                             | 3–0                                              | 사라고사 (코파 우승)                             |      |
| 2001 | 레알 마드리드가 합계 4–1로 우승                          |                                                  |                                                  |      |
| 2002 | 데포르티보 (코파 우승)                                   | 3–0                                              | 발렌시아 (라 리가 우승)                          |      |
| 2002 | 데포르티보 (코파 우승)                                   | 1–0                                              | 발렌시아 (라 리가 우승)                          |      |
| 2002 | 데포르티보가 합계 4–0으로 우승                           |                                                  |                                                  |      |
| 2003 | 레알 마드리드 (라 리가 우승)                             | 1–2                                              | 마요르카 (코파 우승)                             |      |
| 2003 | 레알 마드리드 (라 리가 우승)                             | 3–0                                              | 마요르카 (코파 우승)                             |      |
| 2003 | 레알 마드리드가 합계 4–2로 우승                          |                                                  |                                                  |      |
| 2004 | 사라고사 (코파 우승)                                     | 0–1                                              | 발렌시아 (라 리가 우승)                          |      |
| 2004 | 사라고사 (코파 우승)                                     | 3–1                                              | 발렌시아 (라 리가 우승)                          |      |
| 2004 | 사라고사가 합계 3–2로 우승                               |                                                  |                                                  |      |
| 2005 | 바르셀로나 (라 리가 우승)                                | 3–0                                              | 베티스 (코파 우승)                               |      |
| 2005 | 바르셀로나 (라 리가 우승)                                | 1–2                                              | 베티스 (코파 우승)                               |      |
| 2005 | 바르셀로나가 합계 4–2로 우승                             |                                                  |                                                  |      |
| 2006 | 바르셀로나 (라 리가 우승)                                | 1–0                                              | 에스파뇰 (코파 우승)                             |      |
| 2006 | 바르셀로나 (라 리가 우승)                                | 3–0                                              | 에스파뇰 (코파 우승)                             |      |
| 2006 | 바르셀로나가 합계 4–0으로 우승                           |                                                  |                                                  |      |
| 2007 | 세비야 (코파 우승)                                       | 1–0                                              | 레알 마드리드 (라 리가 우승)                     |      |
| 2007 | 세비야 (코파 우승)                                       | 5–3                                              | 레알 마드리드 (라 리가 우승)                     |      |
| 2007 | 세비야가 합계 6–3으로 우승                               |                                                  |                                                  |      |
| 2008 | 레알 마드리드 (라 리가 우승)                             | 2–3                                              | 발렌시아 (코파 우승)                             |      |
| 2008 | 레알 마드리드 (라 리가 우승)                             | 4–2                                              | 발렌시아 (코파 우승)                             |      |
| 2008 | 레알 마드리드가 합계 6–5로 우승                          |                                                  |                                                  |      |
| 2009 | 바르셀로나 (리가 & 코파 우승)                            | 2–1                                              | 아틀레틱 빌바오 (코파 준우승)                    |      |
| 2009 | 바르셀로나 (리가 & 코파 우승)                            | 3–0                                              | 아틀레틱 빌바오 (코파 준우승)                    |      |
| 2009 | 바르셀로나가 합계 5–1로 우승                             |                                                  |                                                  |      |
| 2010 | 바르셀로나 (라 리가 우승)                                | 1–3                                              | 세비야 (코파 우승)                               |      |
| 2010 | 바르셀로나 (라 리가 우승)                                | 4–0                                              | 세비야 (코파 우승)                               |      |
| 2010 | 바르셀로나가 합계 5–3으로 우승                           |                                                  |                                                  |      |
| 2011 | 바르셀로나 (라 리가 우승)                                | 2–2                                              | 레알 마드리드 (코파 우승)                        |      |
| 2011 | 바르셀로나 (라 리가 우승)                                | 3–2                                              | 레알 마드리드 (코파 우승)                        |      |
| 2011 | 바르셀로나가 합계 5–4로 우승                             |                                                  |                                                  |      |
| 2012 | 레알 마드리드 (라 리가 우승)                             | 2–3                                              | 바르셀로나 (코파 우승)                           |      |
| 2012 | 레알 마드리드 (라 리가 우승)                             | 2–1                                              | 바르셀로나 (코파 우승)                           |      |
| 2012 | 레알 마드리드가 합계 4–4로, 원정 다득점 원칙에 따라 우승 |                                                  |                                                  |      |
| 2013 | 바르셀로나 (라 리가 우승)                                | 1–1                                              | 아틀레티코 마드리드 (코파 우승)                  |      |
| 2013 | 바르셀로나 (라 리가 우승)                                | 0–0                                              | 아틀레티코 마드리드 (코파 우승)                  |      |
| 2013 | 바르셀로나가 합계 1–1로, 원정 다득점 원칙에 따라 우승    |                                                  |                                                  |      |
| 2014 | 아틀레티코 마드리드 (라 리가 우승)                       | 1–1                                              | 레알 마드리드 (코파 우승)                        |      |
| 2014 | 아틀레티코 마드리드 (라 리가 우승)                       | 1–0                                              | 레알 마드리드 (코파 우승)                        |      |
| 2014 | 아틀레티코 마드리드가 합계 2–1로 우승                    |                                                  |                                                  |      |
| 2015 | 아틀레틱 빌바오 (코파 준우승)                            | 4–0                                              | 바르셀로나 (리가 & 코파 우승)                    |      |
| 2015 | 아틀레틱 빌바오 (코파 준우승)                            | 1–1                                              | 바르셀로나 (리가 & 코파 우승)                    |      |
| 2015 | 아틀레틱 빌바오가 합계 5–1로 우승                        |                                                  |                                                  |      |
| 2016 | 바르셀로나 (리가 & 코파 우승)                            | 2–0                                              | 세비야 (코파 준우승)                             |      |
| 2016 | 바르셀로나 (리가 & 코파 우승)                            | 3–0                                              | 세비야 (코파 준우승)                             |      |
| 2016 | 바르셀로나가 합계 5–0으로 우승                           |                                                  |                                                  |      |
| 2017 | 레알 마드리드 (라 리가 우승)                             | 3–1                                              | 바르셀로나 (코파 우승)                           |      |
| 2017 | 레알 마드리드 (라 리가 우승)                             | 2–0                                              | 바르셀로나 (코파 우승)                           |      |
| 2017 | 레알 마드리드가 합계 5–1로 우승                          |                                                  |                                                  |      |
| 2018 | 바르셀로나 (리가 & 코파 우승)                            | 2–1                                              | 세비야 (코파 준우승)                             |      |
| 2018 | 모로코 탕헤르 스타드 이븐 바투타에서 단판 승부           |                                                  |                                                  |      |

### 4개 구단 참가 대회
| 연도 | 우승                                                | 점수         | 준우승                                | 준결승 참가                              | 경기장                        |
| ---- | --------------------------------------------------- | ------------ | ------------------------------------- | ---------------------------------------- | ----------------------------- |
| 2020 | 레알 마드리드 (라 리가 3위)                         | 0–0 (4–1 승) | 아틀레티코 마드리드 (라 리가 준우승)  | 발렌시아 (코파 델 레이 우승)             | 지다 압둘라 국왕 스포츠 단지  |
| 2020 | 레알 마드리드 (라 리가 3위)                         | 0–0 (4–1 승) | 아틀레티코 마드리드 (라 리가 준우승)  | 바르셀로나 (라 리가 우승)                | 지다 압둘라 국왕 스포츠 단지  |
| 2021 | 아틀레틱 빌바오 (코파 델 레이 결승 진출)            | 3–2 (연)     | 바르셀로나 (라 리가 준우승)           | 레알 마드리드 (라 리가 우승)             | 세비야 라 카르투하            |
| 2021 | 아틀레틱 빌바오 (코파 델 레이 결승 진출)            | 3–2 (연)     | 바르셀로나 (라 리가 준우승)           | 레알 소시에다드 (코파 델 레이 결승 진출) | 세비야 라 카르투하            |
| 2022 | 레알 마드리드 (라 리가 준우승)                      | 2-0          | 아틀레틱 빌바오 (코파 델 레이 준우승) | 아틀레티코 마드리드 (라 리가 우승)       | 리야드 파흐드 국왕 국제경기장 |
| 2022 | 레알 마드리드 (라 리가 준우승)                      | 2-0          | 아틀레틱 빌바오 (코파 델 레이 준우승) | 바르셀로나 (코파 델 레이 우승)           | 리야드 파흐드 국왕 국제경기장 |
| 2023 | 바르셀로나 (라리가 준우승)                          | 3–1          | 레알 마드리드 (라리가 우승)           | 레알 베티스 (코파 델 레이 우승)          | 리야드 파흐드 국왕 국제경기장 |
| 2023 | 바르셀로나 (라리가 준우승)                          | 3–1          | 레알 마드리드 (라리가 우승)           | 발렌시아 (코파 델 레이 준우승)           | 리야드 파흐드 국왕 국제경기장 |
| 2024 | 레알 마드리드 (코파 델 레이 우승 및 라 리가 준우승) | 4-1          | 바르셀로나 (라 리가 우승)             | 아틀레티코 마드리드 (라 리가 3위)        | 리야드 KSU 스타디움           |
| 2024 | 레알 마드리드 (코파 델 레이 우승 및 라 리가 준우승) | 4-1          | 바르셀로나 (라 리가 우승)             | 오사수나 (코파 델 레이 준우승)           | 리야드 KSU 스타디움           |

## 구단별 우승 횟수
| 구단                | 우승 | 준우승 | 준결승 진출 | 우승 연도                                                                          | 준우승 연도                                                            | 준결승 진출 연도 |
| ------------------- | ---- | ------ | ----------- | ---------------------------------------------------------------------------------- | ---------------------------------------------------------------------- | ---------------- |
| 바르셀로나          | 14   | 12     | 1           | 1983, 1991, 1992, 1994, 1996, 2005, 2006, 2009, 2010, 2011, 2013, 2016, 2018, 2023 | 1985, 1988, 1990, 1993, 1997, 1998, 1999, 2012, 2015, 2017, 2021, 2024 | 2020, 2022       |
| 레알 마드리드       | 13   | 6      | 1           | 1988, 1989, 1990, 1993, 1997, 2001, 2003, 2008, 2012, 2017, 2020, 2022, 2024       | 1982, 1995, 2007, 2011, 2014, 2023                                     | 2021             |
| 아틀레틱 빌바오     | 3    | 3      | -           | 1984, 2015, 2021                                                                   | 1983, 2009, 2022                                                       |                  |
| 데포르티보          | 3    | -      | -           | 1995, 2000, 2002                                                                   |                                                                        |                  |
| 아틀레티코 마드리드 | 2    | 5      | 2           | 1985, 2014                                                                         | 1991, 1992, 1996, 2013, 2020                                           | 2022, 2024       |
| 발렌시아            | 1    | 3      | 2           | 1999                                                                               | 2002, 2004, 2008                                                       | 2020, 2023       |
| 세비야              | 1    | 3      | -           | 2007                                                                               | 2010, 2016, 2018                                                       |                  |
| 사라고사            | 1    | 2      | -           | 2004                                                                               | 1994, 2001                                                             |                  |
| 마요르카            | 1    | 1      | -           | 1998                                                                               | 2003                                                                   |                  |
| 레알 소시에다드     | 1    | -      | 1           | 1982                                                                               |                                                                        | 2021             |
| 에스파뇰            | -    | 2      | -           |                                                                                    | 2000, 2006                                                             |                  |
| 베티스              | -    | 1      | 1           |                                                                                    | 2005                                                                   | 2023             |
| 오사수나            | -    | -      | 1           |                                                                                    |                                                                        | 2024             |

## 구단별 수페르코파 전신 대회 우승 횟수
| 구단                | 우승 | 준우승 | 우승 연도              | 준우승 연도 |
| ------------------- | ---- | ------ | ---------------------- | ----------- |
| 바르셀로나          | 4    | 2      | 1945, 1948, 1952, 1953 | 1949, 1951  |
| 아틀레티코 마드리드 | 3    | 1      | 1940, 1941, 1951       | 1950        |
| 발렌시아            | 1    | 2      | 1949                   | 1941, 1947  |
| 레알 마드리드       | 1    | –      | 1947                   | –           |
| 아틀레틱 빌바오     | 1    | 1      | 1950                   | 1945        |
| 에스파뇰            | –    | 1      | –                      | 1940        |
| 세비야              | –    | 1      | –                      | 1948        |

## 역대 최다 득점

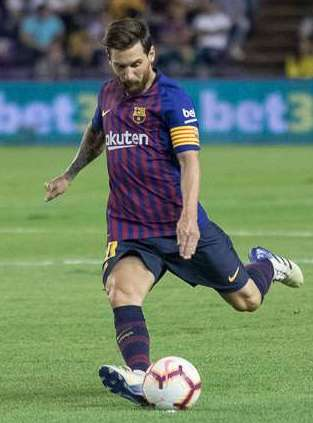
리오넬 메시는 대회 역사상 최다 득점 선수로, 총 14골을 기록하였다

굵은 글씨체는 스페인 축구계에서 현역인 선수이다.
| 선수                  | 구단                                  | 골 | 출장 | 주     |
| --------------------- | ------------------------------------- | -- | ---- | ------ |
| 리오넬 메시           | 바르셀로나                            | 14 | 20   | [ 16 ] |
| 라울                  | 레알 마드리드                         | 7  | 12   | [ 17 ] |
| 카림 벤제마           | 레알 마드리드                         | 7  | 13   | [ 18 ] |
| 흐리스토 스토이치코프 | 바르셀로나                            | 6  | 10   | [ 19 ] |
| 치키 베히리스타인     | 레알 소시에다드 바르셀로나 데포르티보 | 6  | 12   | [ 20 ] |
| 프레데리크 카누테     | 세비야                                | 5  | 2    | [ 21 ] |
| 아리츠 아두리스       | 아틀레틱 빌바오                       | 4  | 2    | [ 22 ] |
| 크리스티아누 호날두   | 레알 마드리드                         | 4  | 7    | [ 23 ] |
| 호세 마리 바케로      | 레알 소시에다드 바르셀로나            | 4  | 11   | [ 24 ] |
| 차비 에르난데스       | 바르셀로나                            | 4  | 14   | [ 25 ] |

## 개인 기록
- 리오넬 메시는 수페르코파 데 에스파냐의 역대 최다 득점 선수로, 총 14골을 기록하였다.[16]
- 리오넬 메시는 7번의 다른 결승전 연도에 득점한 선수로, 수페르코파 데 데스파냐 역사상 가장 많은 대회에서 득점을 올린 선수이다.[16]

## 같이 보기
- 스페인의 축구